# 李人稙
李 人稙（り じんしょく、1862年7月27日 - 1916年11月1日）は、朝鮮の小説家、言論人。本貫は韓山。号は菊初。

## 略歴
京畿道利川生まれ。1900年2月、38歳で政府留学生として渡日、東京政治学校に入学する。趙重応とともに、小松緑の講義を聴講した。1903年に大韓帝国政府は日本に留学している学生を本国に召還するが、李はそれに応じず日本に残った。後に起業しようと考えて、都新聞の見習いをする。東京政治学校は1903年に卒業した。
1904年、日露戦争が勃発すると、陸軍省韓語通訳として第1軍司令部に所属し、従軍する。1906年2月、一進会の機関紙である『国民新報』の主筆となり、同誌に処女作である「白鷺洲江上村」を連載する。同年6月、天道教系の新聞『萬歳報』に移り、同誌に7月から10月の間、「血の涙(혈의누)」を連載する。また10月から翌年5月まで「鬼の声(귀의성)」を連載する。1907年の5月から6月にかけて、「血の涙」の続編を執筆するが、中断する。同年7月、『大韓新聞』を創刊し、社長に就任する。『大韓新聞』はその後、李完用の御用新聞として活動した。1908年には、圓覚社を作り、自作の新小説「銀世界」を舞台で上演した。1908年頃になると、暫く創作活動から遠ざかり、日韓を往来しながら新劇運動、天理教の布教活動を行う一方で、小松緑と内通し韓国併合のための裏工作に従事する。しかし、併合後に与えられた役職は経学院司（成均館官吏）という低い地位であった。
李は、『血の涙』で、朝鮮語の表記をいろいろと試している。『国民新報』に載せられたものは、漢字ハングル混合体で、漢字にはハングルで小さく音読みと訓読みが添えられている。訓読みでルビを振るというのは非常に珍しいものである。単行本として刊行するときは、全てハングルにした。朝鮮における新小説を語る場合、李人稙を省くことはできないとの意見がある。『血の涙』は新小説の嚆矢であり、最初の朝鮮近代文学との評価もある。
死後は親日反民族行為者に認定された。

## 年譜
- 1862年7月27日、京畿道利川で生まれる。
- 1900年2月、38歳で政府留学生として渡日。東京政治学校に入学。
- 1903年、東京政治学校を卒業。
- 1904年、陸軍省韓語通訳として日露戦争に従軍する。
- 1906年2月、『国民新報』の主筆を務める。
- 1906年6月、『萬歳報』に移る。
- 1907年7月、『大韓新聞』を創刊し、社長に就任する。
- 1916年11月1日、死去。

## 作品
- 1906年、『소설 단편』（萬歳報）
- 1906年、『혈의 누』（萬歳報）
  - 『血の涙』波田野節子 訳、光文社古典新訳文庫、2024年
- 1906年、『귀의 성』（萬歳報）
- 1908年、『치악산』（唯一書館）
- 1908年、『은세계』（同文社）
- 1912年、『빈선랑의 일미인』（毎日新報）
- 1912年、『모란봉』（東洋書院）
- 1915年、『석사자상』（仏教振興会月報）